# Jerzy Reichan
Jerzy Reichan (ur. 18 października 1929 w Krakowie) – prof. dr hab., dialektolog, polonista (z wykształcenia także anglista), językoznawca. Całe życie związany z Zakładem Dialektologii Polskiej (wcześniej: Pracownia Atlasu i Słownika Gwar Polskich) Instytutu Języka Polskiego PAN w Krakowie, którą przez lata kierował (obecnie Kierownikiem Zakładu jest prof. dr hab. Anna Tyrpa), wieloletni redaktor Słownika gwar polskich PAN, autor książek i licznych artykułów poświęconych historii języka polskiego, dialektologii, leksykologii i geografii lingwistycznej.